# 男人四十一头家
《男人四十一头家》，香港無綫電視翡翠台時裝電視劇，於1995年5月29日至6月24日期間首播，共20集，由郑少秋及陳秀雯領銜主演，並由林保怡、陈芷菁、许绍雄以及陈山聪聯合主演，監製為李國立。

## 故事介紹
楊仲德（鄭少秋飾）年屆四十，與妻黃愛蓮（陳秀雯飾）結婚十七年，妻子黃愛蓮婚後在家做主婦。仲德上有四老，下有一個弟弟留學和兩個女兒在讀，均需供養。 仲德對家庭盡責，為人老實善良，容易滿足，但性格優柔寡斷，有點小迷糊。仲德在一間電器行供職數年並無太大成績，有賴愛蓮姐夫伍富勤才升至副經理位置。仲德所在“其福行”是伍氏家族企業，不知道是不是出於上天的嫉妒，這個幸福的男人正準備開始享受早年辛苦的成果時，冷不防突如其來的種種考驗卻開始破壞他辛苦的經營成果。在事業上，“德”的公司人事大變動，身為公司裡唯一外姓職員的他，面臨了失業危機，於是“德”于最好的朋友曾兆昌（林保怡飾）合作經營電器行，怎知厄運不斷，兩人被舊雇主馬俊傑（許紹雄飾）出賣，令德、昌損失慘重。 在家庭方面，德因為專注事業奮鬥而忽略了枕邊人，令蓮忍無可忍可忍決定與他分居。後來蓮找到一份保險工作，開始了一種新生活，而她的上司也為她的工作態度吸引，對她展開了追求。此刻，當年傾幕德的舊同事郭芷珊（陳芷菁飾）又承虛而入，一切的發展似乎已走向一個無法收拾的破碎結局。人到中年的楊仲德，正面臨事業、經濟、家庭的種種危機、四十歲，對德來講卻正是另一階段的起步。

## 演员表
- 郑少秋  饰 杨仲德
- 陈秀雯  饰 黄爱莲
- 林保怡  饰 曾兆昌
- 陈芷菁  饰 郭芷珊
- 许绍雄  饰 马俊杰
- 张慧仪  饰 伍巧珍
- 徐濠萦  饰 林可欣
- 陈山聪  饰 杨仲才
- 江麗娜 饰 杨詠思
- 曹倩婷  饰 杨咏仪
- 白　茵  饰 郑丽玲
- 黄恺欣  饰 黄爱琴
- 黃　新  饰 杨永标
- 胡　楓  饰 黄夏利
- 黄天铎  饰 伍富强
- 谈泉庆  饰 伍富民
- 郭德信  饰 伍富善
- 张英才  饰 伍启贤
- 夏　萍  饰 胡　玉
- 廖丽丽  饰 陳　好
- 李龙基  饰 伍富勤
- 麦嘉伦 饰 罗志远
- 华忠男 饰 莲上司
- 梁健平  饰 Jimmy
- 陈狄克  饰 司徒应强
- 李炜棋  饰 方耀宗
- 陈展鹏  饰 文　員
- 梁雪湄 飾 曾兆昌秘書

## 收視
以下為該劇於香港無綫電視翡翠台之收視紀錄：
| 週次 | 集數  | 日期                  | 平均收視            | 收視百分比 |
| ---- | ----- | --------------------- | ------------------- | ---------- |
| 1    | 01-05 | 1995年5月29日-6月2日  | 23點（123.9萬觀眾） | 59%        |
| 2    | 06-10 | 1995年6月5日-6月9日   | 22點（124.1萬觀眾） | 59%        |
| 3    | 11-15 | 1995年6月12日-6月16日 | 22點（約121萬觀眾） | 58%        |
| 4    | 16-20 | 1995年6月19日-6月23日 | 24點（131.5萬觀眾） | 65%        |

## 外部連結
- 無綫電視官方網頁(TVBI) - 男人四十一头家 （页面存档备份，存于）

## 電視節目的變遷
| 香港無綫電視翡翠台 星期一至五 19:25－20:25 第一線劇集 | 香港無綫電視翡翠台 星期一至五 19:25－20:25 第一線劇集 | 香港無綫電視翡翠台 星期一至五 19:25－20:25 第一線劇集 |
| ----------------------------------------------------- | ----------------------------------------------------- | ----------------------------------------------------- |
|                                                       | 男人四十一头家 （1995.05.29－1995.06.23）             |                                                       |
| 包青天 （1995.05.01－1995.05.26）                     | 万里长情 （1995.06.26－1995.08.04）                   |                                                       |